# Leo Chambers
Leo Alexander Chambers (Brixton, Londres, Inglaterra, 5 de agosto de 1995), es un futbolista inglés, juega como defensor.

## Carrera

### West Ham United
Nacido en Brixton, Londres, Chambers era jugador del equipo juvenil en el West Ham antes de firmar su primer contrato profesional en agosto de 2012 después de haberse unido al club a la edad de siete años. Su primera aparición en el primer equipo fue el 20 de octubre de 2012 cuando era sustituto en el partido de la Premier League contra Southampton. Chambers hizo su debut jugando de lateral derecho en el West Ham el 27 de agosto de 2013 en la victoria por la Copa de la Liga 2-1 contra Cheltenham Town. También fue inicialista en las siguientes victorias contra Cardiff City y Burnley.

### Colchester United
El 26 de febrero de 2016, Chambers firmó un préstamo de un mes con Colchester United. Hizo su debut en el Colchester United y la Football League el 27 de febrero de 2016, impresionando en el empate 0-0 con Shrewsbury Town.

### Billericay Town
En agosto de 2017, Chambers firmó para el club de la Isthmian League, Billericay Town, por un contrato de dos años.

## Selección nacional
Chambers ha jugado para Inglaterra en categorías de Sub-16, Sub-17 y Sub-18. Hizo su debut para el equipo Sub-18 el 24 de octubre de 2012 cuando, como capitán, formó parte del equipo que venció a Italia Sub-18 por 2-0. El 5 de septiembre de 2013 hizo su primera aparición en Inglaterra Sub-19 en la victoria sobre Estonia.

## Estadísticas

### Clubes
| Club                       | País       | Año         | Partidos | Goles |
| -------------------------- | ---------- | ----------- | -------- | ----- |
| West Ham United            | Inglaterra | 2012 - 2016 | 3        | 0     |
| Colchester United (cedido) | Inglaterra | 2016        | 6        | 0     |
| Billericay Town            | Inglaterra | 2017 - 2018 | 8        | 0     |
| Kingstonian (cedido)       | Inglaterra | 2018        | 11       | 0     |
| Kingstonian                | Inglaterra | 2018 - 2019 | 5        | 0     |
| Total                      |            |             | 33       | 0     |